# Getterås
Getterås eller Gitterås är en by med tre stamgårdar belägen vid sjön Getråsen i Eringsboda socken, Ronneby kommun, Blekinge län. Vägen genom byn finns med på medeltida kartor, och går över den bäck som bildar gräns till Småland. 